# Juanes

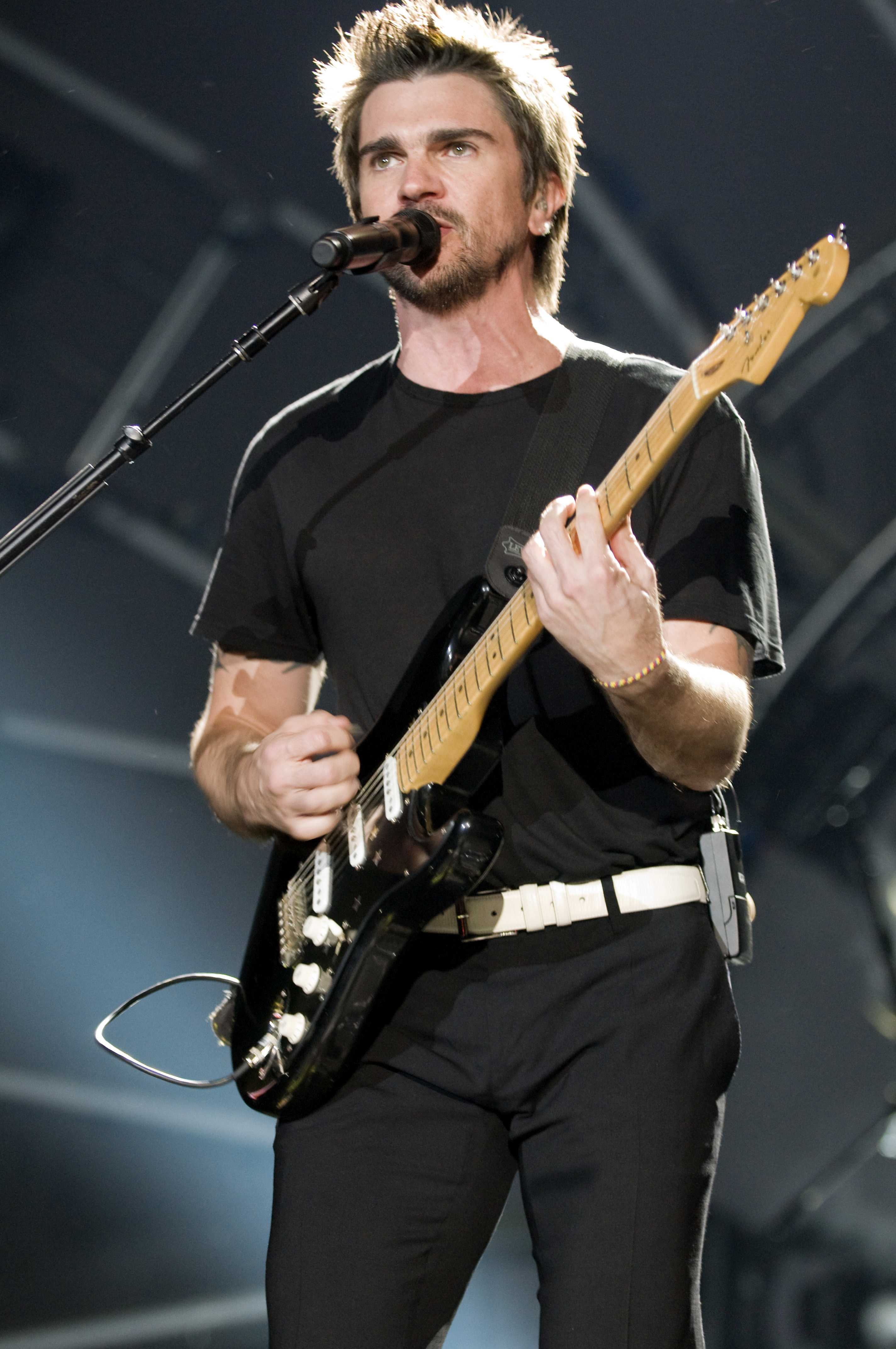
Juanes (2008)

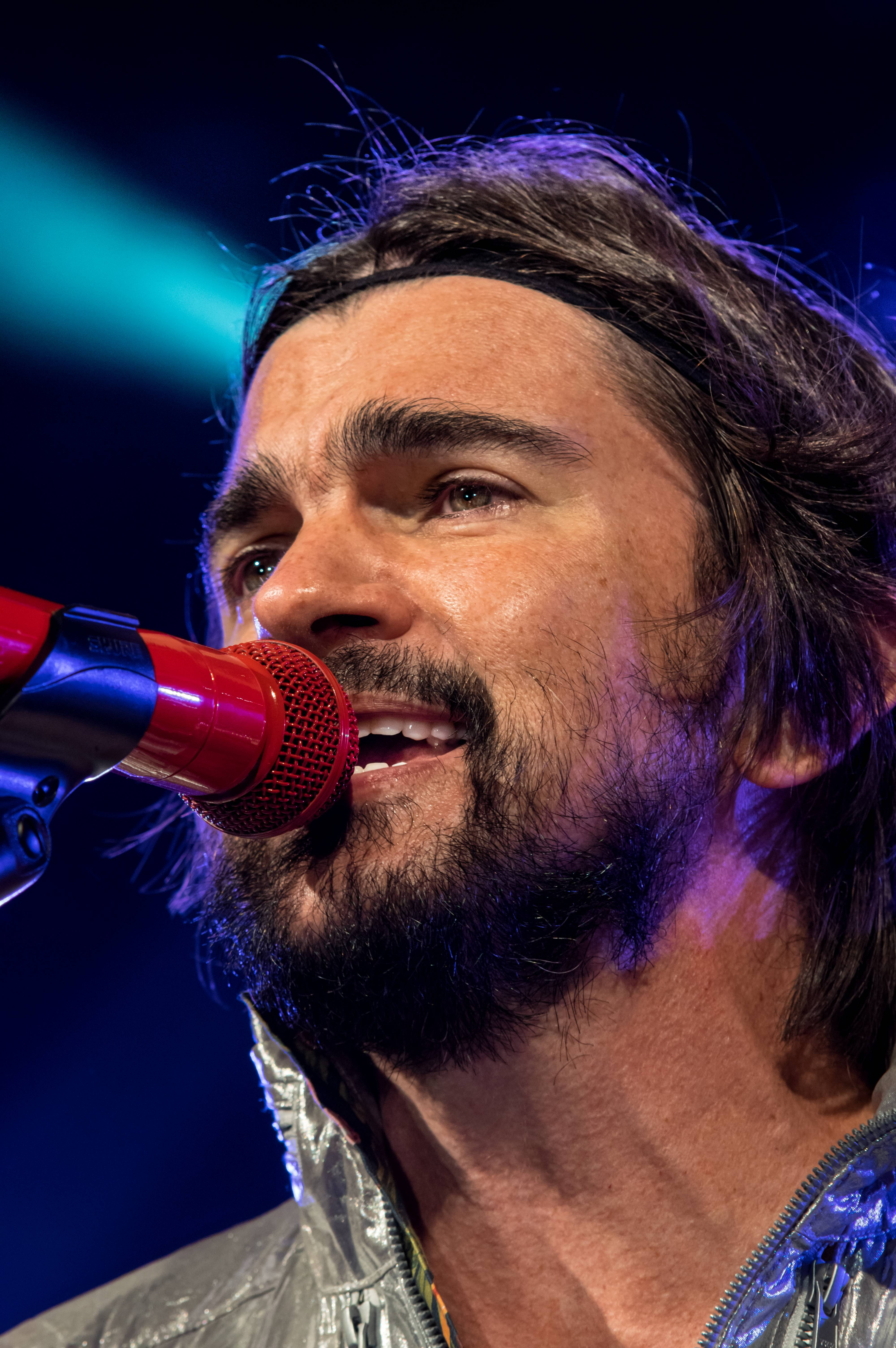
Juanes auf dem ZMF 2015 in Freiburg

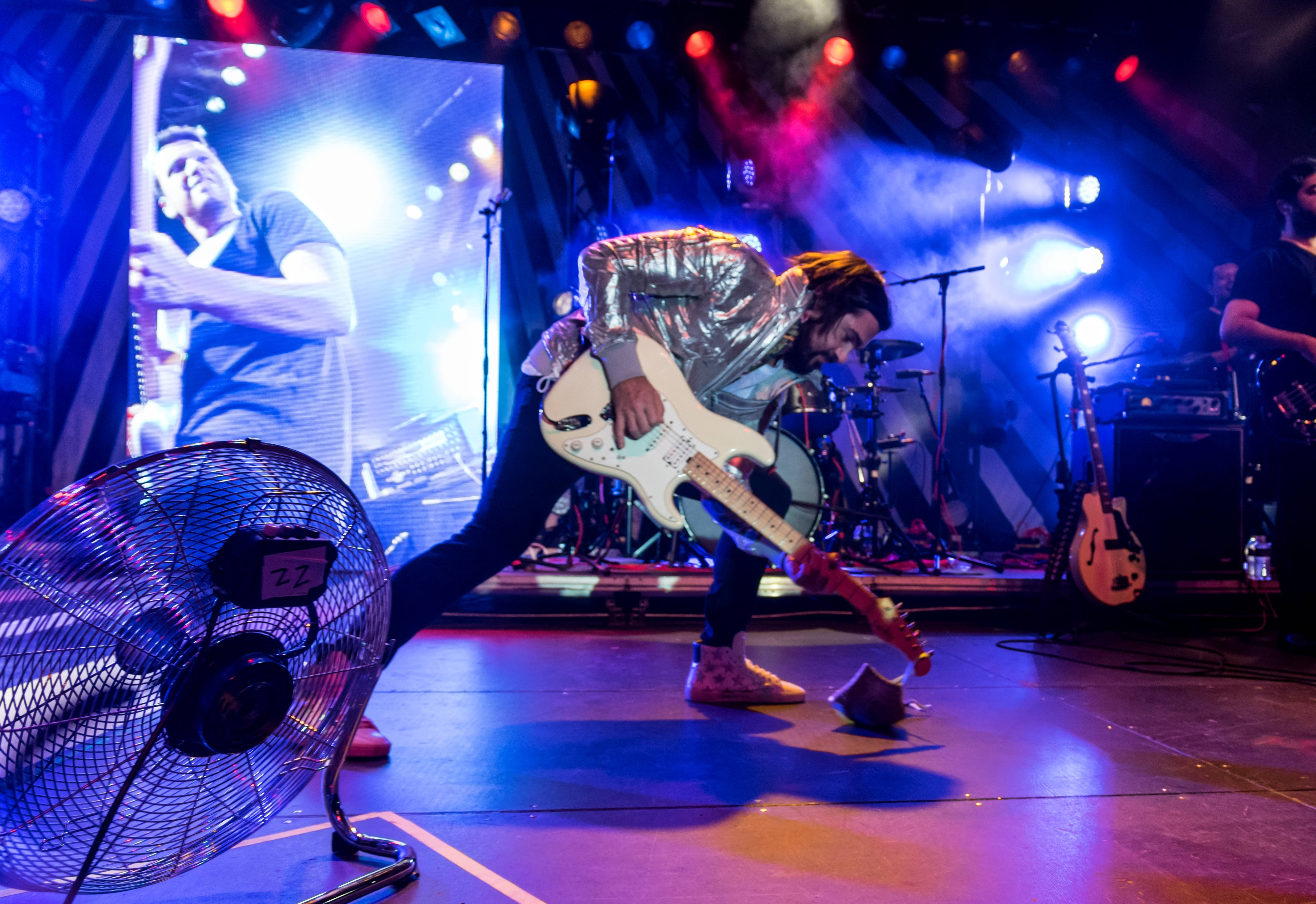
ZMF 2015

Juanes [ˈxu̯anes] (* 9. August 1972 als Juan Esteban Aristizábal Vásquez in Medellín/Kolumbien) ist ein kolumbianischer Sänger, Songschreiber und Gitarrist. Sein internationaler musikalischer Durchbruch gelang ihm 2005 mit dem Lied La camisa negra.

## Leben und Karriere
Im Alter von sieben Jahren begann Juanes, Gitarre zu spielen. Dabei lernte er von seinem Vater und seinen älteren Brüdern Boleros, Tangos, Cumbias sowie Vallenato und Guasca, die Volksmusik seiner Heimat. Er begann, sich auf traditionelle lateinamerikanische Musik zu konzentrieren.
Als Teenager entdeckte er die Metalmusik und Metallica wurde zu seiner Lieblingsband. Er änderte seinen Gitarrenstil und gründete außerdem die Rock-/Metal-Band Ekhymosis. Die Band veröffentlichte sieben Alben und erreichte in Kolumbien eine hohe Popularität unter den Anhängern der Rock- und Metal-Musik. Nach elf gemeinsamen Jahren beschloss Juanes, eine Solo-Karriere einzuschlagen, was schließlich zu seinem internationalen Durchbruch führte.
Im Oktober 2000 erschien sein Debütalbum Fíjate bien. Im Mai 2002 veröffentlichte er mit der portugiesisch-kanadischen Sängerin Nelly Furtado das gemeinsame Duett Fotográfia, das erstmals auf Juanes′ zweitem Studioalbum Un día normal erschien, in den Billboard Hot Latin Songs Platz 1 erreichte und mit Sechsfachplatin ausgezeichnet wurde. 2007 erschien mit Te busqué erneut ein Duett zwischen Juanes und Furtado für deren drittes Studioalbum Loose. 2005 gelang Juanes der internationale Durchbruch mit dem Lied La camisa negra (span.: das schwarze Hemd), der in vielen Ländern zum Nummer-eins-Hit wurde, darunter im deutschsprachigen Sprachraum.
Anlässlich der Grammy Awards 2020 fand am 28. Januar 2020 im Los Angeles Convention Center in Los Angeles ein Tribut-Konzert für Prince unter dem Motto „Let’s Go Crazy: The Grammy Salute to Prince“ statt, bei dem Juanes 1999 sang. Das Konzert wurde am 21. April 2020, dem vierten Todestag von Prince, im US-Fernsehen ausgestrahlt.
Juanes lebt mit seiner Frau und den drei gemeinsamen Kindern in Key Biscayne, Florida.

## Soziales Engagement
Juanes engagiert sich für Frieden und Völkerverständigung in Amerika, indem er Friedenskonzerte (conciertos por la paz) veranstaltet. Infolge der diplomatischen Krise zwischen Kolumbien, Venezuela und Ecuador 2008 organisierte er an der kolumbianisch-venezolanischen Grenze zwischen Cúcuta (Kolumbien) und San Antonio (Venezuela) ein Konzert Frieden ohne Grenzen (Paz sin Fronteras), an dem unter anderen Ricardo Montaner (aus Venezuela), der Kolumbianer Carlos Vives, Juan Luis Guerra aus der Dominikanischen Republik, der Ecuatorianer Juan Fernando Velasco sowie die Spanier Alejandro Sanz und Miguel Bosé teilnahmen.
Im September veranstaltete er mit weiteren bekannten nationalen und internationalen Sängern in der kubanischen Hauptstadt Havanna ein weiteres Konzert für Frieden ohne Grenzen. Dabei zog er sich den Zorn radikaler exilkubanischer Kreise zu, die darin eine Unterstützung der kommunistischen Diktatur in Kuba sahen. In Miami zerstörte man seine CDs und verbrannte ein schwarzes Hemd in Anspielung auf seinen berühmten Hit La camisa negra. Er erhielt deswegen sogar Morddrohungen.
Außerdem setzt er sich für Kinder in seinem Heimatland Kolumbien ein. Aus diesem Engagement heraus hat er 2008 für die Sternsinger und die Aktion Dreikönigssingen das Lied „Paz, paz, paz“ geschrieben. Im Jahr 2011 saß Juanes in einer Jury, die an der Auswahl des universellen Logos für Menschenrechte beteiligt war.

## Diskografie
Für Veröffentlichungen mit Ekhymosis, siehe deren Diskografie.

Studioalben

| Jahr | Titel Musiklabel                              | Höchstplatzierung, Gesamtwochen, AuszeichnungChartplatzierungen (Jahr, Titel, Musiklabel, Platzierungen, Wochen, Auszeichnungen, Anmerkungen) | Höchstplatzierung, Gesamtwochen, AuszeichnungChartplatzierungen (Jahr, Titel, Musiklabel, Platzierungen, Wochen, Auszeichnungen, Anmerkungen) | Höchstplatzierung, Gesamtwochen, AuszeichnungChartplatzierungen (Jahr, Titel, Musiklabel, Platzierungen, Wochen, Auszeichnungen, Anmerkungen) | Höchstplatzierung, Gesamtwochen, AuszeichnungChartplatzierungen (Jahr, Titel, Musiklabel, Platzierungen, Wochen, Auszeichnungen, Anmerkungen) | Höchstplatzierung, Gesamtwochen, AuszeichnungChartplatzierungen (Jahr, Titel, Musiklabel, Platzierungen, Wochen, Auszeichnungen, Anmerkungen) | Höchstplatzierung, Gesamtwochen, AuszeichnungChartplatzierungen (Jahr, Titel, Musiklabel, Platzierungen, Wochen, Auszeichnungen, Anmerkungen) | Höchstplatzierung, Gesamtwochen, AuszeichnungChartplatzierungen (Jahr, Titel, Musiklabel, Platzierungen, Wochen, Auszeichnungen, Anmerkungen) | Anmerkungen |
| Jahr | Titel Musiklabel                              | DE | AT | CH | UK | US | Latin | ES | Anmerkungen |
| ---- | --------------------------------------------- | --- | --- | --- | --- | --- | --- | --- | --- |
| 2001 | Fíjate bien Surto Records / Universal Music   | — | — | — | — | — | Latin36 Platin · (14 Wo.)Latin | — | Erstveröffentlichung: 17. Oktober 2001 Grammy Latin Award: Rock Solo Vocal Album (2001)                                                                |
| 2002 | Un día normal Surto Records                   | — | — | CH80 (4 Wo.)CH | — | US110 (21 Wo.)US | Latin1 ×8Diamant + Achtfachplatin · (104 Wo.)Latin                                                                                            | ES17 ×2Doppelplatin · (57 Wo.)ES | Erstveröffentlichung: 21. Mai 2002 in CH erst 2003 platziert Grammy Latin Award: Album of the Year und Best Rock Solo Vocal Album (2003)               |
| 2004 | Mi sangre Surto Records                       | DE1 ×3Dreifachgold · (63 Wo.)DE | AT2 Gold · (39 Wo.)AT | CH3 Platin · (71 Wo.)CH | UK91 (1 Wo.)UK | US33 (49 Wo.)US | Latin1 ×2Doppeldiamant · (104 Wo.)Latin | ES1 ×3Dreifachplatin · (168 Wo.)ES | Erstveröffentlichung: 28. September 2004 Verkäufe: + 2.119.311; in DE und AT erst 2005 platziert Grammy Latin Award: Best Rock Solo Vocal Album (2005) |
| 2007 | La vida … es un ratico Universal Music Latino | DE11 (11 Wo.)DE | AT34 (8 Wo.)AT | CH3 Gold · (19 Wo.)CH | — | US13 (19 Wo.)US | Latin1 (74 Wo.)Latin | ES1 ×2Doppelplatin · (75 Wo.)ES | Erstveröffentlichung: 23. Oktober 2007 Grammy Latin Award: Album of the Year und Best Male Pop Vocal Album (2008)                                      |
| 2010 | P.A.R.C.E. Universal Music Latino             | — | — | — | — | US165 (1 Wo.)US | Latin2 (25 Wo.)Latin | ES14 Gold · (22 Wo.)ES | Erstveröffentlichung: 7. Dezember 2010 |
| 2014 | Loco de amor Universal Music Latino           | — | — | CH75 (2 Wo.)CH | — | US36 (2 Wo.)US | Latin2 (32 Wo.)Latin | ES43 (13 Wo.)ES | Erstveröffentlichung: 11. März 2014 Grammy Latin Award: Best Pop/Rock Album (2014)                                                                     |
| 2017 | Mis planes son amarte Universal Music Latino  | — | — | — | — | US77 (1 Wo.)US | Latin1 (15 Wo.)Latin | ES12 (18 Wo.)ES | Erstveröffentlichung: 12. Mai 2017 |
| 2019 | Más futuro que pasado Universal Music Latino  | — | — | — | — | — | Latin9 Gold · (4 Wo.)Latin | ES48 (1 Wo.)ES | Erstveröffentlichung: 22. März 2019 |
| 2021 | Origen Universal Music Latino                 | — | — | — | — | — | — | ES69 (1 Wo.)ES | Erstveröffentlichung: 28. Mai 2021 |
| 2023 | Vida cotidiana Universal Music Latino         | — | — | — | — | — | — | — | Erstveröffentlichung: 19. Mai 2023 |

grau schraffiert: keine Chartdaten aus diesem Jahr verfügbar

## Künstlerauszeichnungen
- Latin Grammy Awards:
  - 2001: Best New Artist[10]
  - 2012: Best Long Form Music Video für MTV Unplugged[10]
  - Awards für die einzelnen Alben und Songs, siehe Anmerkungen in der Diskografie

- MTV Latin Awards:
  - 2002: Bester männlicher Künstler (Un Día Normal)
  - 2003: Künstler des Jahres (Un Día Normal)
  - 2003: Bester Rockkünstler (Un Día Normal)
  - 2005: Bester männlicher Künstler (Mi Sangre)
  - 2005: Bester Rockkünstler (Mi Sangre)
  - 2006: Bester Künstler (Zentral) (Mi Sangre)
  - 2007: Betreiber des Wandels
  - 2008: Künstler des Jahres (La Vida... Es Un Ratico)
  - 2008: Bester Solokünstler (La Vida... Es Un Ratico)
  - 2008: Bester Rockkünstler (La Vida... Es Un Ratico)
  - 2008: Bester Künstler (Zentral) (La Vida... Es Un Ratico)

- Billboard Latin Music Awards:
  - 2004: Hot-Latin-Gesangsduett (Fotografía mit Nelly Furtado)
  - 2004: Latin-Pop-Airplayduett (Fotografía mit Nelly Furtado)
  - 2004: Songwriter
  - 2005: Hot-Latin-Titel (Nada valgo sin tu amor)
  - 2005: Latin-Pop-Airplaytitel (Nada valgo sin tu amor)
  - 2008: Latin-Pop-Album eines männlichen Künstlers (La Vida... Es Un Ratico)
- Neun Premios Lo Nuestro
- Drei Premios Amigo